# Villiersfaux
 Villiersfaux  es una comuna y población de Francia, situada en la región de Centro, departamento de Loir y Cher, en el distrito de Vendôme y cantón de Vendôme-2.
Está integrada en la Communauté de communes du Vendômois Rural .

## Demografía
| 206 | 176 | 166 | 184 | 215 | 224 |
| Para los censos de 1962 a 1999 la población legal corresponde a la población sin duplicidades (Fuente: INSEE [Consultar]) |     |     |     |     |     |